# Sellier harnacheur
 (mai 2017).
Le sellier harnacheur est un artisan qui travaille le cuir afin de réaliser des pièces de harnachement pour les chevaux et leurs cavaliers. Le sellier harnacheur est capable de réaliser des harnachements pour les différents types de monte à cheval ou d'attelage, cependant le sellier harnacheur est souvent spécialisé sur un champ de discipline plus ou moins restreint (attelage / briderie / fabrication de selle) et même sur une discipline précise (sellier  camargue par exemple).
Sa qualification est sanctionnée par un CAP sellier harnacheur, et il est reconnu comme artisan d'art par la chambre des métiers.
Dans son atelier il travaille à la main mais aussi à la machine pour la plupart des coutures, rares sont ceux et celles qui travaillent encore uniquement à la main (luxe). Le sellier peut aussi travailler en tant que salarié dans les grands ateliers des marques de grands groupes (Antarès, Childeric, Delgrange...) ou des ateliers plus exclusifs comme ceux d'Hermès.